# العياش (البرلس)
قرية العياش، هي إحدى القرى التابعة لمركز البرلس في محافظة كفر الشيخ في جمهورية مصر العربية. حسب إحصاءات سنة 2006، بلغ إجمالي عدد السكان في العياش 10516 نسمة، منهم 5266 رجل و5250 امرأة.